# Троїцька церква Милостів
Троїцька церква Милостів - церква у с. Милостів Рівненського району Рівненської області.

## Історія та опис
Згідно з літературними відомостями, серед центричних одноверхих волинських храмів XVIII століття найдавнішою є Свято-Троїцька церква у селі Милостів, збудована у 1717 році на кошти Анатолія Трипольського.
Свято-Троїцький храм - монументальна архітектурна пам`ятка волинських зодчих, мурований хрест видної форми, одно-купольний з підвальним приміщенням, у якому до 1963 року зберігалась домовина з тлінними залишками фундатора святині князя Анатолія Трипольського, а тоді була перенесена на місцеве кладовище. До 1937 року в церкві зберігався і портрет князя, подальша доля його невідома.
Оздоблення інтер`єру гармонійно доповнює іконостас.
Дерев’яне позолочене барокове різьблення його деталей, виконане народними майстрами, відзначається оригінальністю і має велику художню цінність.
Царскі врата виконані з відхиленням від установлених традицій: на них немає зображень Благовіщення та чотирьох Євангелістів - уся площина заповнена вишуканим рослинним орнаментом.
Перлиною храму є «Всевидяче око», оздоблене шатами і позолотою. Подібний розпис зустрічається в інтер'єрі Києво-Печерської та Почаївської лавр.
Дзвінниця змурована окремо на шести опорах, з сімома дзвонами. Шість малих і один найбільший дзвін із зображенням святого Миколая та датою 1917 рік. Прихожани врятували їх в часи німецької окупації, закопавши в землю, а нині вони знову своїми мелодіями сповіщають парафіянам радісні або сумні вісті. Святиня пережила всі криваві буревії, які пролетіли над Милостовом впродовж трьох століть, не зачинялась і не піддавалась вандалізму.
У 2022 році Свято-Троїцькому храмові виповнилося 305 років.
Більше ста років, три покоління, настоятелями храму була династія Лозинських.
З 2013 року настоятелем храму став Капітанюк Олександр Миколайович.

## Храм на картах Google
Для перегляду храму на карті натисніть тут

## Перегляд панорамного фото церкви
Для перегляду панорами 360 церкви натисніть тут